# Rue du Bon-Jésus
La Rue du Bon-Jésus est une voie située dans le 2e arrondissement de Marseille. 

## Situation et accès
Elle va de la rue Trigance à la rue du Timon.

## Origine du nom
Cette rue doit son nom à la chapelle de la confrérie du Saint-nom de Jésus dont les membres étaient appelés « Bourras » à cause de la robe de bure qu’ils portaient. Les membres de cette confrérie, fondée en 1591, avaient pour mission de consoler les condamnés à mort et de les assister ; ils procédaient à la mise en terre des dépouilles des suppliciés et des forçats morts à l’hôpital de l’arsenal des galères.

## Bâtiments remarquables et lieux de mémoire
- Au n° 6 : cette chapelle appelée chapelle des Pénitents noirs, bâtie en 1597, est saisie à la Révolution, vendue aux enchères en 1802, et rachetée par les membres de la confrérie en 1816. Classée monument historique le 6 juin 1931, elle subit de nouvelles dégradations entre 1958 et 1973, avant d'être rachetée par une association qui la rend au culte catholique, après d'importants travaux.